# Страдивари (фильм, 1988)
«Страдивари» (итал. Stradivari) — биографический фильм Джакомо Баттиато c Энтони Куинном в главной роли.

## Сюжет
Северная Италия XVII века. Антонио Страдивари, с детства заболевший скрипкой, лучший ученик Николо Амати, гордость Кремоны, прожил на удивление благополучную жизнь.

## В ролях
- Энтони Куинн — Антонио Страдивари
- Лоренцо Куинн — Антонио в молодости
- Стефано Мозини — Антонио в детстве
- Стефания Сандрелли — Антония Мария
- Валери Каприски — Франческа
- Франческо Куинн — Алессандро, отец Страдивари
- Дэнни Куинн —  Франческо, сын Страдивари
- Михаэль Валери — Омобоно, сын Страдивари
- Фанни Бастьен — Катерина
- Жан-Поль Мюэль — портной
- Леопольдо Триесте — Николо Амати
- Патридия Де Клара — Маддалена
- Норма Мартелли — Мегера

## Критика
Фильм вышел  28 сентября 1988 года в Италии. По опросам на сегодняшний день ему дают 6.6/10 на 405 респондентов.

## Сноски
1. ↑  G. Grazzini, Il Mesaggero, 16. Juni 1989 (zitiert in Dizionario del cinema italiano: I Film, Seite 270)
2. ↑  Anthony Quinn rueda en Italia la vida de Stradivarius Архивная копия от 9 августа 2016 на Wayback Machine, El País. 29. Oktober 1986
3. ↑  Выход на DVD. Дата обращения: 16 июня 2016. Архивировано из оригинала 30 марта 2015 года.